# Vincent Simon
Vincent Simon (28 de septiembre de 1983) es un futbolista francopolinesio que juega como defensor en el Pirae.

## Carrera
Debutó en 2003 jugando para el Pirae. En 2011 pasó al Dragon, pero en 2014 regresó al Pirae.

### Clubes
| Club      | País               | Año       |
| --------- | ------------------ | --------- |
| AS Pirae  | Polinesia Francesa | 2003-2011 |
| AS Dragon | Polinesia Francesa | 2011-2013 |
| AS Pirae  | Polinesia Francesa | 2014-Act. |

### Selección nacional
Representando a Tahití disputó la Copa de las Naciones de la OFC 2004, 2012, donde se proclamó campeón, y 2016. Gracias al título de 2012, jugó también en la Copa FIFA Confederaciones 2013.